# Elemental, estimat Data
"Elemental, estimat Data" (títol original en anglès "Elementary, Dear Data") és el tercer episodi de la segona temporada de la sèrie de televisió de ciència-ficció estatunidenca Star Trek: La nova generació, i el 29è de tota la sèrie, que es va emetre originalment el 5 de desembre de 1988, en redifusió als Estats Units. Fou escrit per Brian Alan Lane i dirigit per Rob Bowman.
Ambientada al segle XXIV, la sèrie segueix les aventures de la tripulació de la nau de la Flota Estel·lar de la Federació Enterprise-D. En aquest episodi, es crea un adversari hologràfic a l'holocoberta de l' Enterprise quan Data i Geordi es prenen una estona per jugar a un joc de Sherlock Holmes. La trama d'aquest episodi va continuar a l'episodi de la sisena temporada "Una nau en una ampolla", i el personatge de Moriarty va aparèixer per tercera vegada a "The Bounty" (el sisè episodi de Star Trek: Picard temporada 3).
El 1989, "Elementary, Dear Data" va ser nominada a dos Premis Emmy: Direcció d'art excepcional per a una sèrie, Richard D. James, director d'art; Jim Mees, decorador i disseny de vestuari excepcional per a una sèrie, Durinda Wood, dissenyador de vestuari; William Ware Theiss, creador dels Uniformes de la Flota Estelar.

## Argument
Mentre la nau estel·lar de la Federació Enterprise, sota el comandament del capità Jean-Luc Picard, espera per trobar-se amb l'USS Victory, l'enginyer en cap La Forge i el comandant Data van a l'holocoberta per recrear un misteri de Sherlock Holmes. Data, jugant a Holmes, ha memoritzat totes les històries de Holmes i reconeix i resol el misteri en qüestió de minuts. Frustrat, Geordi abandona l'holocoberta, deixant a Data confós. A Ten Forward, Geordi explica que la diversió està en resoldre el desconegut; Data no ho entén. En escoltar la seva conversa, la directora mèdica Dra. Pulaski afirma que Data és incapaç de resoldre un misteri del qual encara no coneix el resultat. Data accepta el repte de la Dra. Pulaski i la convida a unir-se a ells a l'holocoberta. Allà, Geordi encarrega a l'ordinador que creï un misteri únic de Sherlock Holmes amb un adversari capaç de derrotar a Data.
En el nou programa, la Dra. Pulaski és segrestada i Data investiga. Aviat descobreixen que el professor Moriarty n'és el responsable, però quan el troben amb Pulaski al seu amagatall, se sorprenen quan s'assabenten que Moriarty és conscient que el programa holocoberta és una simulació, i és capaç d'accedir a l'ordinador de l'holocoberta, mostrant-los un esbós de l' Enterprise que ha dibuixat a partir de la descripció de l'ordinador. Data i Geordi surten de l'holocoberta per alertar al capità, i Geordi s'adona que quan va demanar a l'ordinador que creés el programa havia demanat un adversari que pogués derrotar a Data, no Sherlock Holmes; com a resultat, l'ordinador va donar al personatge de l'holocoberta, el professor Moriarty, la intel·ligència i l'astúcia necessària per desafiar Data, a més de la possibilitat d'accedir a l'ordinador de la nau. Quan Moriarty accedeix als controls de l'estabilitzador de la nau, Data torna a l'holocoberta amb el capità Picard.
Picard coneix Moriarty, que demostra que ha evolucionat més enllà de la seva programació original i li demana continuar existint al món real. Picard li diu a Moriarty que això no seria possible; en canvi, salva el programa i li diu a Moriarty que si mai descobreixen una manera de convertir la matèria holocoberta en una forma permanent, el tornaran. Picard interromp el programa i arriba l'USS Victory, amb La Forge preparant-se per presentar un model de l'històric HMS Victory.

## Repartiment i doblatge al català
La sèrie va ser doblada al català pels estudis Tramontana (primera part) i Soundtrack (segona part) i emesa a TV3 l’any 1991. Els dobladors de l'episodi foren:
| Personatge         | Actor/actriu    | Veu en català       |
| ------------------ | --------------- | ------------------- |
| Jean-Luc Picard    | Patrick Stewart | Joan Crosas         |
| William Riker      | Jonathan Frakes | Antoni Forteza      |
| Data               | Brent Spinner   | Joaquim Sota        |
| Geordi La Forge    | LeVar Burton    | Aleix Estadella     |
| Worf               | Michael Dorn    | Enric Arquimbau     |
| Katherine Pulaski  | Diana Muldaur   | Núria Cugat         |
| Deanna Troi        | Marina Sirtis   | Victòria Pagès      |
| Wesley Crusher     | Will Wheaton    | Roger Pera          |
| Professor Moriarty | Daniel Davis    | Joan Carles Gustems |
| Lestrade           | Alan Sherman    | Manel Català        |
| Alferes Clancy     | Ann Ramsay      | ?                   |

## Producció
"Elemental, estimat Data" va ser escrit per Brian Alan Lane i dirigit per Rob Bowman.

### Història i guió
Aquest episodi conté elements i referències a les històries curtes de Sherlock Holmes "Escàndol a Bohèmia", "L'aventura de la lliga dels Pèl-rojos", "L'aventura de la banda clapejada" i "Els plànols del Bruce-Partington", així com la novel·la de Holmes La vall de la por. A més, la creació de Moriarty és el resultat de que Geordi La Forge demanés un oponent capaç de derrotar a Data fa referència a la creació d'Arthur Conan Doyle del mateix personatge per al conte El problema final, concretament, com un oponent capaç de derrotar a Sherlock Holmes que, en aquell moment, Doyle el volia matar.
Segons s'informa, el final original tenia Jean-Luc Picard mentint a Moriarty, que podria haver existit fora de l'holocoberta, de la mateixa manera que el tros de paper on va dibuixar l' Enterprise també es va mantenir intacte fora de l'holocoberta. El productor co-executiu Maurice Hurley va voler mantenir aquest final, ja que feia que Picard semblés intel·ligent, però Gene Roddenberry ho va rebutjar, dient que feia que Picard semblés cruel. En canvi, el paper es manté intacte sense cap explicació.

### Càsting
L'episodi compta amb Daniel Davis com a James Moriarty. Daniel Davis va utilitzar un accent anglès per al paper, tot i que és d'Arkansas i parla amb un accent americà quan no és el personatge. Davis estava fent una audició per al paper de Moriarty al costat d'un altre actor a la sala, Brian Bedford, directament davant del director Rob Bowman. Davis va dir d'estar a la sala amb Brian Bedford: "Així que ell és el més destacat en la meva ment, i estàvem fent apostes entre nosaltres sobre quin de nosaltres ho aconseguiria. Feia molt de temps que no treballàvem plegats ni ens veiem. Així que va ser una rivalitat molt amistosa. Aleshores, quan ho vaig aconseguir, s'ho va prendre amb esportivitat i em va convidar a venir a sopar per celebrar-ho."
L'episodi també inclou Anne Elizabeth Ramsay, fent la seva primera aparició a Star Trek: La nova generació com l'alferes Clancy. L'actriu va repetir el paper a "L'emissària", també a la segona temporada. Ramsay va seguir carrera com a actriu. Va protagonitzar com a Lisa Stemple, la germana disfuncional del personatge d'Helen Hunt, en 123 episodis de Mad About You, per la qual va compartir una nominació al Premis del Sindicat d'Actors. Ramsay també va interprestar un paper recurrent a Six Feet Under i Dexter.

## Recepció
El 1989, l'episodi va ser nominat a dos premis Emmy.
El 2016, The Hollywood Reporter va classificar "Elemental, estimat Data" com el 10è millor episodi de Star Trek: La nova generació, i el 26è millor episodi de totes les sèries de Star Trek. James Hunt de Den of Geek li va donar una puntuació de visualització del 100% i va comentar que era un "episodi fantàstic". En particular, va elogiar els conceptes explorats sobre ordinadors i intel·ligència artificial, així com les seqüències dels personatges de Data i Geordi. Tor.com el va puntuar amb un 7 de 10.
El títol de l'episodi "Elemental, estimat Data" es va assenyalar com una picada d'ull a la icònica però falsa frase de Sherlock Holmes "Elemental, estimat Watson".
L'any 2011, Forbes va assenyalar aquest episodi com un que explora les implicacions de la tecnologia avançada, en aquest cas per explorar un programa aparentment conscient de si mateix.
El 2016, Time va qualificar l'hologràfic professor Moriarty com el cinquè millor dolent de la franquícia Star Trek.
El 2020, Looper va enumerar-lo com un dels millors episodis de Data, remarcant que és "La nova generació que es diverteix moltíssim"; Geordi i Data aborden una trama holocoberta que ha quedat malament, amb un tema de Sherlock Holmes.